# Ахунбаев, Иса Коноевич
Иса Коноевич Ахунбаев (12 [25] сентября 1908, Тору-Айгыр, Иссык-Кульская область — 5 января 1975, Чуйская область) — советский хирург, основоположник грудной хирургии Кыргызстана.
Академик (1954), первый президент Академии наук Киргизской ССР (1954—1960), член-корреспондент Академии медицинских наук СССР (1948). Автор 110 работ по вопросам медицины, ещё более 100 работ посвящены различным общественным вопросам.

## Биография
Родился 25 сентября 1908 года в селе Тур-Айгир (современное название Тору-Айгыр), расположенном на берегу озера Иссык-Куль. Вместе с родителями провёл детство в Китае, где с 8 лет начал работать на пастбище. Только в 15 лет, после возвращения, начал учиться в сельской школе. Окончил медицинский техникум и в 1930 году поступил на медицинский факультет Среднеазиатского университета в Ташкенте, который окончил в 1935 году.
С 1936 года работал врачом хирургического отделения Фрунзенской городской больницы. В сентябре 1941 года Ахунбаев стал работать в Киргизском государственном медицинском институте. Сначала он был ассистентом кафедры общей хирургии, затем доцентом, а после — заведующим кафедрой, оставаясь в этой должности до самой смерти. В 1948 году Ахунбаев стал ректором и профессором института.
С 1948 года Ахунбаев являлся членом-корреспондентом Академии медицинских наук СССР и членом Международной ассоциации хирургов. Принимал деятельное участие в создании Академии наук Киргизской ССР. В 1952 году стал председателем президиума Киргизского филиала Академии наук СССР. С 20 декабря 1954 года — первый президент Академии Наук Киргизской ССР. На этом посту Ахунбаев оставался до 20 февраля 1960 года.
В период с 1935 по 1939 годы — Народный комиссар здравоохранения Киргизской ССР. С 1943 года был членом КПСС, а с 1949 года — членом ЦК КП Киргизской ССР. Был депутатом Верховного Совета СССР 2-го, 3-го и 4-го созывов, депутатом Киргизской ССР двух созывов.
С 1961 года Ахунбаев плотно занялся хирургической деятельностью. Основные его работы посвящены изучению эндемического зоба, аппендицита у детей и эхинококкоза. Ахунбаев был одним из редакторов ряда медицинских журналов, включая «Грудная хирургия», «Проблемы эндокринологии», «Кровообращение», «Здравоохранение Киргизии».
5 января 1975 года погиб в автомобильной катастрофе вместе с женой, дочерью и зятем. Похоронен на Ала-Арчинском кладбище.

## Семья
- Отец — Коной Ахунбаев
- Жена — Бибихан Исмаиловна
- Дети — Мустафа, Нелли, Медер, Анара, Чынара

## Награды и звания
- Герой Киргизской Республики (август 2023, посмертно)[4]
- Награждён орденом Ленина, а также орденами Октябрьской Революции, Трудового Красного Знамени, тремя орденами «Знак Почёта», многими медалями.
- Отмечен почетными грамотами Верховного Совета Киргизской ССР[3].
- В 1970 году был удостоен государственной премии Киргизской ССР за монографию «Очерк о шоке».
- Ему присвоено почётное звание «Заслуженный деятель науки Киргизской ССР», «Заслуженный врач Киргизской ССР».
- В 2001 году посмертно получил Почётную золотую медаль Президента Кыргызской Республики «За выдающиеся научные достижения в XX столетии»[5][6].

## Память
- Его именем названа улица в Бишкеке.
- 25 сентября 2008 года Указом Президента Киргизской Республики Кыргызской государственной медицинской академии присвоено имя академика Исы Ахунбаева.
- В 2008 году была выпущена почтовая марка Кыргызстана, посвящённая Ахунбаеву.